# A. H. Albut
Alfred Harold "Alf" Albut, thường được gọi là AH Albut (không rõ năm sinh), ông sinh ra và lớn lên tại Anh, nổi tiếng là nhân viên toàn thời gian đầu tiên của Newton Heath, câu lạc bộ hiện được gọi là Manchester United. Ông đã được làm thư ký câu lạc bộ vào năm 1892, với khả năng ngày càng rộng hơn, ông chịu trách nhiệm về tất cả các công việc của toàn đội. Albut đã được ghi nhận với khả năng giữ ổn định tài chính cho câu lạc bộ trong một thập kỷ.
Năm 1893, Albut đã giúp đội bóng chuyển từ sân North Road đến sân Bank Road.
Anh ta tiến hành công việc của mình từ một văn phòng ở 33 Oldham Road, Newton Heath, gần mặt đất North Road của câu lạc bộ. Albut vẫn giữ vị trí này cho đến khi James West tiếp quản vào năm 1900. Trước khi làm việc cho Newton Heath, Albut đã từng làm việc cho Aston Villa, mặc dù trong một khả năng không xác định.